# Vester Søgade
Vester Søgade er en gade i Indre By i København, der går fra Gammel Kongevej til Gyldenløvesgade. Gaden ligger i forlængelse af Nørre Søgade og Øster Søgade, og de tre gader er under et kendt som Søgaderne. Vester Søgade er den yngste af de tre, idet den først kom til i forbindelse med, at Sankt Jørgens Sø blev opgivet som vandreservoir. Gaden blev navngivet omkring 1917. Ordet Vester i navnet skal ses som en parallel til Vester Farimagsgade og Vester Voldgade.
På den vestlige side ligger gaden langs med Sankt Jørgens Sø, den sydligste af Søerne. Søen er delt i to af en dæmning for Kampmannsgade, der også krydser Vester Søgade på halvvejen. Den østlige side af gaden domineres af etageejendommen Vestersøhus, der ligger mellem Kampmannsgade og Gyldenløvesgade. Ejendommen blev tegnet af Kay Fisker and C.F. Møller og stod færdig i 1939. Med sine altankarnapper kom den til at danne forbillede for senere dansk etageboligbyggeri. Bygningen blev fredet i 1994.
På det sydøstlige hjørne ved Gammel Kongevej ligger det 18 etagers Scandic Copenhagen Hotel. Hotellet hed tidligere Hotel Sheraton. Som sådan medvirkede det i en scene i spillefilmen Olsen-bandens store kup fra 1972. Senere i samme film vågner Egon Olsen spillet af Ove Sprogøe op på en bænk ved Vester Søgade.
På det modsatte hjørne ved Sankt Jørgens Sø ligger Tycho Brahe Planetarium, der blev tegnet af Knud Munk og indviet i 1989. Planetariet rummer en mindre udstilling om verdensrummet og rummissioner. Hovedattraktionen er dog den store kuppelsal, hvor der vises IMAX-film om både verdensrummet og naturfænomener.